# San Miguel de Conchay
San Miguel de Conchay ist eine Ortschaft und eine Parroquia rural („ländliches Kirchspiel“) im Kanton Limón Indanza der ecuadorianischen Provinz Morona Santiago. Die Parroquia besitzt eine Fläche von 129,16 km². Die Einwohnerzahl lag im Jahr 2010 bei 405. Für das Jahr 2015 wurde eine Einwohnerzahl von 518 errechnet.

## Lage
Die Parroquia San Miguel de Conchay liegt im Bergland zwischen der Cordillera Real im Westen und der Cordillera del Cóndor im Osten. Die Längsausdehnung in WNW-OSO-Richtung beträgt etwa 17,5 km. Das Gebiet liegt in Höhen zwischen 600 m und 1600 m. Der Río Zamora durchquert das Areal in nordnordöstlicher Richtung. Der westliche Gebietsteil wird im Süden und im Norden von den Flüssen Río Pananza und Río Indanza begrenzt. Der Río Kutucus begrenzt das Gebiet im Südosten. Der Río Sim entwässert den zentralen Teil im Osten der Parroquia. Die westlichen und die östlichen Verwaltungsgrenzen verlaufen entlang Gebirgskämmen. Der etwa 1540 m hoch gelegene Hauptort San Miguel de Conchay befindet sich im westlichen Gebietsteil 18 km südsüdwestlich vom Kantonshauptort General Plaza.
Die Parroquia San Miguel de Conchay grenzt im Nordwesten an die Parroquia Indanza, im Norden und im Osten an die Parroquia San Antonio, im Südosten an die Parroquia San Carlos de Limón, im Südwesten an die Parroquia Santiago de Pananza sowie im Südwesten an die Parroquia Pan de Azúcar. Die drei zuletzt genannten Parroquias gehören zum Kanton San Juan Bosco.

## Orte und Siedlungen
In der Parroquia gibt es neben dem Hauptort folgende Comunidades:
- La Florida
- Nueva Principal
- Rosa de Oro
- Santa Ana de Yuzas
- Santa Rosa de Mamanguy
- Valle de Chimandaza

## Geschichte
Die Parroquia San Miguel de Conchay wurde am 16. August 1978 gegründet.